# Myrsine miquelii
Myrsine miquelii är en viveväxtart som beskrevs av N.N. Imkhanitskaya. Myrsine miquelii ingår i släktet Myrsine och familjen viveväxter. Inga underarter finns listade i Catalogue of Life.